# Гаген-Шварц, Юлия
Юлия Вильгельмина Эмилия Га́ген-Шварц (нем. Julie Wilhelmine Emilie Hagen-Schwarz; 27 октября 1824, Прангли — 20 октября 1902, Юрьев) — остзейский живописец-портретист, последовательница романтического академизма, заметная фигура среди лифляндских художников пореформенной эпохи; дочь Августа Маттиаса Хагена, супруга астронома Людвига Шварца. Первая женщина — академик Императорской Академии художеств (с 1858).

## Биография
Немецко-балтийская художница — портретистка. Старшая дочь живописца Августа Маттиаса Хагена.
Родилась на острове Прангли в Эстляндии. В этот момент отец — художник-пейзажист из Дерпта — вместе с матерью, находившейся на сносях, отправился на остров на зарисовки. Внезапно начались роды. По преданию, такая опрометчивость родителей стоила жизни её брату-близнецу. 
Девочка рано проявила интерес к рисованию, и отец с радостью взялся за её обучение. Окончив гимназию, девушка поступила в Рисовальную школу при Дерптском университете, которой в то время руководил её отец. В отличие от отца Юлия увлеклась портретной живописью и со временем стала талантливой портретисткой.
После успешного окончания Школы Юлия получила именную университетскую стипендию Стефана фон Вильбуа и в 1848 году на три года уехала учиться в Германию. Формально университет командировал её для копирования картин старых мастеров, но настоящей целью было продолжение учёбы. Училась в Дрездене у Христиана Фридриха Гонне, а затем продолжила учёбу в Мюнхене в мастерской Иоганна Морица Ругендаса.
Спустя три года Юлия ненадолго вернулась в Дерпт. Вскоре молодая художница получила новый грант для поездки за границу, ей была вручена именная стипендия императора Николая I с правом трехгодичного продолжения обучения в Италии. В этой поездке её сопровождал отец. Слепнущий художник воспользовался случаем, чтобы в Италии поправить зрение. Юлия училась в мастерской известного немецкого жанрового живописца и портретиста Августа Риделя, который с 1832 года жил и работал в Риме.
В 1854 году тридцатилетняя Юлия вернулась в родную Ливонию уже вполне состоявшейся художницей, картины которой были хорошо известны в Европе и выставляются в европейских салонах. Почти сразу она вышла замуж за известного астронома Людвига Шварца. Под фамилией Гаген-Шварц она и осталась в истории живописи.
Вскоре после свадьбы Юлия вместе с мужем отправилась в длительную экспедицию Русского Географического общества. Экспедиция занималась изучением минеральных богатств и составлением подробной карты Юго-Восточной Сибири. С небольшим отрядом, с продолжительными стоянками супруги Шварц в горной местности проделали путь более чем в 600 верст. На всем пути художница непрерывно работала и вполне естественно, что в экспедиции из-под её кисти чаще всего выходили пейзажи. В 1858 году (в год возвращения из экспедиции) Юлия Гаген-Шварц стала первой женщиной, избранной членом Санкт-Петербургской Академии художеств. С тех пор она часто бывала в Петербурге, участвуя практически во всех столичных и национальных выставках.
Юлия Гаген-Шварц умерла в родном Дерпте, переименованном в 1893 году в Юрьев, не дожив до своего 78-летия всего нескольких дней. Похоронили художницу на старом лютеранском кладбище рядом с отцом и мужем.
Творческое наследие художницы велико. Историки[кто?] насчитали, что Гаген-Шварц написала более семисот портретов, не считая большого числа пейзажей.

## Семья
- мать Иоганна ур. фон Паумгартен (1802—1885);
- отец Август Маттиас Хаген (1794—1878);
- муж Людвиг Эдуардович Шварц (1822—1894);
- сестра Готтон Берта Августина фон Кербер (1832—1912).

## Комментарии
1. ↑  В некоторых источниках фамилия пишется как Хаген-Шварц. Встречается также написание имени как Джулия[2][3].